# Hermann Schweitzer
Hermann Adolf Schweitzer (* 3. Oktober 1871 in Karlsruhe; † 25. Juni 1933 in Freiburg im Breisgau) war ein deutscher Kunsthistoriker.
Hermann Schweitzer besuchte das Gymnasium und die Kunstgewerbeschule in Karlsruhe und studierte anschließend an den Universitäten Heidelberg und München. 1892 machte er das Examen als Zeichenlehrer und arbeitete als solcher an Gymnasien in Meersburg und Heidelberg. 1896 wurde er Mitglied der Landsmannschaft Teutonia Heidelberg-Rostock.
Nach der Promotion 1898 wurde Schweitzer Assistent bei Henry Thode am archäologisch-kunsthistorischen Institut der Universität Heidelberg. Im Jahr 1900 wurde er Konservator der Sammlungen der Stadt Freiburg. 1904 wechselte er als Direktor an das Suermondt-Museum in Aachen. Auf seine Initiative hin wurden ab dem Jahr 1906 die Aachener Kunstblätter vom Museumsverein Aachen als offizielles Nachrichtenorgan und Forum für wissenschaftliche Beiträge herausgegeben. 1922 trat Schweitzer in den Ruhestand und lebte wieder in Waldkirch bei Freiburg.

## Veröffentlichungen (Auswahl)
- Die mittelalterlichen Grabdenkmäler mit figürlichen Darstellungen in den Neckargegenden von Heidelberg bis Heilbronn. Heitz, Strassburg 1899 (Dissertation, Digitalisat)
- Geschichte der deutschen Kunst von den ersten historischen Zeiten bis zur Gegenwart. Otto Maier, Ravensburg 1905
- Die Skulpturensammlung im Städtischen Suermondt-Museum zu Aachen. Creutzer, Aachen 1910.